# Marcel Goulette
Pour les articles homonymes, voir Goulette.
 (mai 2014).
Marcel François Goulette est un ingénieur, un poilu et un aviateur français né le 7 décembre 1893 à Charmes, dans les Vosges et mort dans l'écrasement de son avion le 25 mai 1932 à Veroli, dans les Apennins en Italie. Détenteur de plusieurs records de vitesse en avion sur de très longues distances, il est le premier à avoir posé un appareil sur l'île de La Réunion le 26 novembre 1929, il devient ensuite le premier aviateur à relier la France à Madagascar en avion.

## Biographie

### Études
D'abord élève à l'école professionnelle de Nancy puis à l'École des arts et métiers de Châlons-sur-Marne (aujourd'hui Châlons-en-Champagne) à partir de 1911 ; Marcel Goulette en sort, en 1914, avec le diplôme d'ingénieur. 

### Parcours militaire
Sursitaire, Marcel Goullette est incorporé au 102e Régiment du génie à compter du 6 août 1914.  Nommé caporal le 8 décembre 1914, il passe sergent le 21 février 1915. 
Deux jours plus tard, il est nommé à l'emploi d'aspirant du Génie par application du décret du 3 décembre 1914. 
Rejoint le 20e Régiment du Génie le 1er mars 1915 et affecté à la compagnie 16/3. 
Cité à l'ordre de la division d'infanterie le 6 mai 1915 pour une action d'éclat ayant eu lieu le 30 avril 1915. 
Promu sous-lieutenant de réserve le 15 juillet 1915, il est blessé par une bombe le 20 juillet 1915 au lieu-dit "Le trapèze du Mesnil" alors qu'il organise l'occupation d'un entonnoir de mine. Blessé une seconde fois, il refuse d'être évacué tant que le travail n'est pas fini. Ce qui lui vaut d'être cité à l'ordre du Corps d'armée le 9 août suivant. 
Evacué le 24 octobre 1915 à la suite d'une bronchite infectieuse, il ne regagne le front que le 2 février 1916. Il y retrouve alors sa compagnie, la 16/3. Le 14 avril, il est affecté à la compagnie 10/2. 
Le 15 avril 1916, il tombe asphyxié alors qu'il se porte au secours de ses sapeurs, eux-mêmes asphyxiés. Ceci lui vaut une troisième citation à l'ordre de la division d'infanterie. Il est de nouveau évacué le 25 mai vers l'arrière, certainement sans trop de mal puis qu'il retrouve la compagnie 16/2 le 14 juin suivant. 
Le 3 septembre 1916, il obtient sa 4e citation (à l'ordre de la division d'infanterie) à la suite d'une action d'éclat exécutée avec ses hommes dans la nuit du 23 au 24 août précédent devant le fort de Souville. 
Le 24 octobre, il est promu au grade de lieutenant. 
Le 1er semestre 1917 le voit sur la champ de bataille de la « Côte 304 » puis sur celui du « Mort Homme » à compter du 20 août 1917. 
Le 10 septembre, il est cité à l'ordre de la 2ème Armée à la suite d'une action d'éclat devant le « Mort Homme ». Il est a cette occasion décoré dans l'ordre russe de Saint Stanislas (3eme classe). 
Le 3 novembre, il est une fois de plus évacué vers l'arrière et arrive à l'hôpital de Belfort. après une vingtaine de jours, il change d'hôpital. 
Le 23 novembre, il est muté au dépôt du 2e Régiment du Génie où il commande la compagnie "Hors rang". 
Le 10 juillet 1918, il fait chevalier dans l'ordre national de la Légion d'honneur. 
Du 11 au 14 septembre 1918, il suit un cours militaire sur les gaz dans les locaux de l'Ecole de pharmacie de Paris. 
Déclaré inapte temporairement, il est mis à la disposition du Secrétariat d'état de l'Aéronautique Militaire et Maritime où il dirige un service rattaché au service général des avions de la section technique à compter du 6 octobre. 
Le 8 novembre, il rejoint le dépôt du 2e régiment de Génie à Montpellier. Cinq jours plus tard, il est affecté au 11e Régiment de Génie qu'il rejoint le 22. Puis le 12 décembre, une nouvelle affectation lui est signifié: il doit rejoindre le commandement du Génie de la 16ème région. 
Il est démobilisé le 9 octobre 1919. Il a, entretemps, été promu au rang de capitaine le 26 mars 1919. 
Bien que placé dans la réserve, le capitaine n'effectue aucune période volontaire entre 1919 et 1929. 
En 1929, il est affecté au service technique de l'Aéronautique et renoue alors avec les périodes d'entrainement en tant que réserviste. Au cours de l'une d'elles, il obtient le brevet militaire d'observateur en avion n°1752 le 12 juin 1930. 
(Sources: dossier militaire de Marcel Goulette détenu par le service historique de la Défense à Vincennes sous la côte AI 1 P 29920 4)

### Carrière aéronautique civile
Marcel Goulette se passionne pour l'aéronautique et obtient le brevet de pilote de tourisme du 1er degré n°599 le 22 septembre 1930. Cependant, ce brevet ne lui permet que des vols seul sans passager. 
Un rapport de police daté d'octobre 1929, indique que Marcel Goulette est tour à tour: 
- employé par l'Office de reconstruction industriel (ORI) dans la région de Soissons de 1919 à1922;
- associé avec un rémois et exploite un garage, le plus important de la région;
- vendeur d'automobiles puis d'extincteurs incendie;
- administrateur de la société des "Etablissements Kermaria"
- administrateur délégué de la Société de construction des moteurs d'avion Albert.

### Les raids de Marcel Goulette
Le 17 octobre 1929, accompagné par René Marchesseau (adjudant-chef pilote) et Jean-Michel Bourgeois (mécanicien) du 34e régiment d'aviation du Bourget, il décolle à destination de Madagascar qu'il compte rallier à bord du Farman F.192 n°3 immatriculé F-AJJB. Goulette s'est lourdement endetté pour l'achat de cet avion bien qu'ayant le support du ministère des Colonies et du gouvernement général de Madagascar et dépendances. 
Après la traversée du continent africain, le F-AJJB se pose à Ivato, le terrain d'aviation de Tananarive (Antananarivo) le 27 octobre. Les trois hommes viennent de parcourir 12400 km en 10 jours. Premier record qui ne tient que quelques jours puisque André Bailly, Jean Réginensi et Marsot se posent à Ivato le 5 novembre suivant réduisant le record à 8 jours.
Victime d'une pneumonie et d'un accès de paludisme, Goulette doit garder le lit jusqu'au 15 novembre. Le lendemain, en compagnie de ses deux camarades, il effectue un "petit tour" de l'ile de Madagascar. Le 22 novembre, désirant poursuivre vers la Réunion, l'équipage s'envole pour Tamatave (Toamasina) où on adjoint un réservoir supplémentaire de 200 litres à l'avion.
L'aventure manque de se terminer à Tamatave lorsqu'un vol d'essai se termine en cheval de bois provoquant une torsion de l'hélice. Il faut tout l'art de Bourgeois qui la redresse "à froid" au mépris des consignes du constructeur.
Le 26 novembre, le F-AJJB décolle et prend aussitôt la direction de l'Est. A mi parcours, l'équipage aperçoit le paquebot "Explorateur Grandidier" dont la fumée indique à Goulette qu'il est dans la bonne direction.
Après 5h30 de vol, le Farman se pose enfin sur l'île de la Réunion, sur un terrain, au lieu-dit "Gillot" près de la commune de Sainte-Marie. Ce terrain avait été défriché à la hate dès que la venue de Goulette avait été connue.
De retour le 2 décembre à Ivato, son moteur doit être changé, Marchesseau ayant posé l'avion avec une pression d'huile "à zéro". Le 8 c'est le départ pour le vol de retour. 
Décollant à 1h00 du matin, le F-AJJB entame la traversée du canal de Mozambique quand il est victime d'une fuite d'essence. Au petit jour apercevant l'ilot de Juan de Nova, Goulette décide de s'y poser. Tandis que Goulette et Marchesseau gagnent Madagascar par le paquebot "Maréchal Galliéni" parti à leur recherche, Bourgeois reste sur l'îlot pour y construire afin d'abriter l'avion dont l'empennage a été endommagé.
De retour sur Juan de Nova, les trois aviateurs en repartent le 1 février et sont de retour à Ivato.
Mais les déboires ne sont pas terminés: après avoir traversé le canal et être arrivé à Elisabethville le 6, Marchesseau tente d'arracher le F-AJJB d'un sol détrempé le lendemain matin. L'essai se termine par une mise en pylône, une hélice tordue et une aile endommagée. Ce n'est que le 19 mars que l'équipage reprend son vol vers la métropole. 
Il est encore une fois arrêté à Niamey le 23 par la rupture du vilebrequin du moteur. Après un mois d'immobilisation, le moteur est réparé et Marchesseau peut l'essayer en vol le 21 avril. Le lendemain, c'est la reprise du vol retour. Après une escale à Gao, le F-AJJB survole Tabankort puis prend la direction d'El Quit où Marcel Goulette a prévu un ravitaillement.
Malheureusement le moteur s'arrête en plein vol et Marchesseau est contraint d'effectuer un atterrissage d'urgence dans le désert. Au cours de la manœuvre, une jambe de train s'arrache, l'avion cabine éventrée et aile arrachée terminant ici sa carrière.
Par la suite, Goulette effectue plusieurs raids aériens couronnés de succès, établissant plusieurs records de vitesse ou de distance :
- France - Madagascar sur le Farman F.304 immatriculé F-ALCA (avec André Salel, Boutillier et Mistrot)
- France - Téhéran (19/09/1930 - 06/10/1930) sur le Farman F.197 immatriculé F-AJRY avec Marcel Lalouette
- France - Saïgon (08/11/1930 - 08/12/1930) sur le Farman F.197 immatriculé F-AJRY avec Marcel Lalouette
- France - Alexandrie (27/09/1931 - 10/10/1931) sur le Farman F.199 immatriculé F-AJRY (après changement du type de moteur) avec André Salel
- France - Madagascar 20/11/1931 au 06/12/1931) sur Farman F.197 immatriculé F-AJRY avec André Salel
- France - Le Cap (17/04/1932 - 07/05/1932) sur le Farman F.199 immatriculé F-AJRY avec André Sale

### Mort
Marcel Goulette meurt le 25 mai 1932 à l'âge de 38 ans lors de l'écrasement de son avion, un Farman F.190, sur la chaine des montagnes des Apennins dans la commune italienne de Veroli, dans le Latium, à une centaine de kilomètres au sud de Rome. À la demande du grand quotidien parisien L'Excelsior, il ramenait alors à Paris depuis Brindisi (dans les Pouilles, dans le « talon » de la botte italienne), le couple Alfred et Suzanne Lang-Willar qui venaient d'échapper au naufrage du navire Georges Philippar dans lequel leur ami, le célèbre journaliste et écrivain Albert Londres avait trouvé la mort. Plusieurs pilotes de grande renommée avaient refusé de partir chercher les Lang-Willar[réf. nécessaire]. Au cours du vol retour, l'avion s'écrase sur un flanc d'un mont des Apennins et les quatre occupants de l'appareil sont tués. 
À cette époque, plusieurs journaux évoquent l'hypothèse d'un attentat mais sans que cela soit démontré. En effet durant le voyage en paquebot qui ramenait les Lang-Willar et Albert Londres, de Chine vers Marseille, le couple aurait reçu les confidences du célèbre journaliste sur le reportage « explosif » qu'il s'apprêtait à publier dès son retour en France. Il y racontait son enquête sur les événements qui se déroulaient alors en Chine, avec entre autres une possible implication des Soviétiques. La mort des Lang-Willar dans cet accident aérien, quelques jours après la disparition d'Albert Londres dans l'incendie et le naufrage du Georges Philippar, conforta donc toutes les rumeurs d'un complot ourdi pour étouffer les révélations d'Albert Londres, quoique l'hypothèse d'un incendie accidentel du navire, qui connaissait depuis son lancement deux années plus tôt de sérieux problèmes électriques, soit la plus probable.  
Marcel Goulette est enterré à Charmes, sa commune natale, le 7 juin 1932. Son vol aller-retour à Brindisi étant considéré comme une période d'entrainement militaire de réserviste, il est officiellement mort en service commandé. 
Sa veuve se remarie quelques années plus tard puis part vivre aux États-Unis, une de ses filles s'y installant également en Caroline du Nord.

## Distinctions
Marcel Goulette est titulaire d'une vingtaine de décorations civiles et militaires, dont entre autres :
- Officier de la Légion d'honneur
- Croix de Guerre 1914-1918 avec 6 citations
- Insigne des blessés militaires
- Médaille commémorative de la guerre 1914-1918
- Chevalier de l'Ordre de Saint-Stanislas
- Commandeur de l'Ordre de l'Étoile noire
- Commandeur de l'Ordre du Million d'Éléphants et du Parasol blanc
- Grande médaille d'or de l'Aéro-Club de France
- Grande médaille d'or de la Société des ingénieurs Arts et Métiers
- Grande médaille d'or de l'Académie des sports
- Grande médaille d'or de l'Institut colonial
- Trophée national de la ligue internationale des aviateurs
- Médaille de la Sté des industries de l'Est

## Postérité
Le nom de Marcel Goulette a été donné à : 
- un collège et à une rue à Tamatave (Madagascar) ;
- un collège à Piton Saint-Leu, à la Réunion ;
- une place et une rue à Charmes, sa commune natale dans les Vosges. Le lycée professionnel de cette commune porte son nom depuis 1988[1] ;
- un B-777, avion long-courrier d'Air Austral depuis les années 2000.
- une rue dans la commune de Sainte Marie à la Réunion.

Quand la ville de Charmes fut brûlée lors des combats pour la Libération en 1944, Madagascar envoya d’importants dons pour sa reconstruction.
En bout de la piste d’atterrisage de l’île Juan de Nova, un stèle commémore, depuis le 23 décembre 2010, l’atterrisage forcé que dut effectuer l’aviateur le 8 décembre 1929.

## Sources
- Service Historique de l'Armée de l'Air
- Service des archives de Soissons
- Sté des Arts et Métiers
- Journaux d'époque(1929-1932)
- Quelques journaux ou revues : Le phare de Majunga, Le Quotidien, Le Peuple, L'Est républicain, La Dépêche de l'Aisne, Le Madécasse, L'Aéro, Les Vieilles tiges, Le Miroir
- Air Austral
- Musée de l'air et de l'espace.